# سیارک ۷۸۷۱
سیارک ۷۸۷۱ (به انگلیسی: 7871 Tunder، نامگذاری:1990SW4) هفت هزار و هشتصد و هفتاد و یکمین سیارک کشف شده‌است که در ۲۲ سپتامبر ۱۹۹۰ کشف شد.
قدر مطلق سیارک برابر ۱۳٫۹۰ است.